# Les Prisons aussi...
Pour plus de détails, voir Fiche technique et Distribution.
Les Prisons aussi est un documentaire français réalisé en 1973 par Hélène Châtelain et René Lefort, sorti en 1975.

## Fiche technique
- Titre : Les Prisons aussi...
- Réalisation :	Hélène Châtelain et René Lefort
- Photographie : Étienne Carton de Grammont, Jean-Claude Larrieu, Yann Le Masson, Romano Prada
- Production : GIP
- Pays d'origine :  France
- Durée : 92 minutes
- Date de sortie : France - 26 février 1975